# Beautiran
Beautiran is een gemeente in het Franse departement Gironde (regio Nouvelle-Aquitaine). De plaats maakt deel uit van het arrondissement Bordeaux. Beautiran telde op 1 januari 2022 2.466 inwoners. In de gemeente ligt spoorwegstation Beautiran.

## Geografie
De oppervlakte van Beautiran bedroeg op 1 januari 2022 6,35 vierkante kilometer; de bevolkingsdichtheid was toen 388,3 inwoners per km².

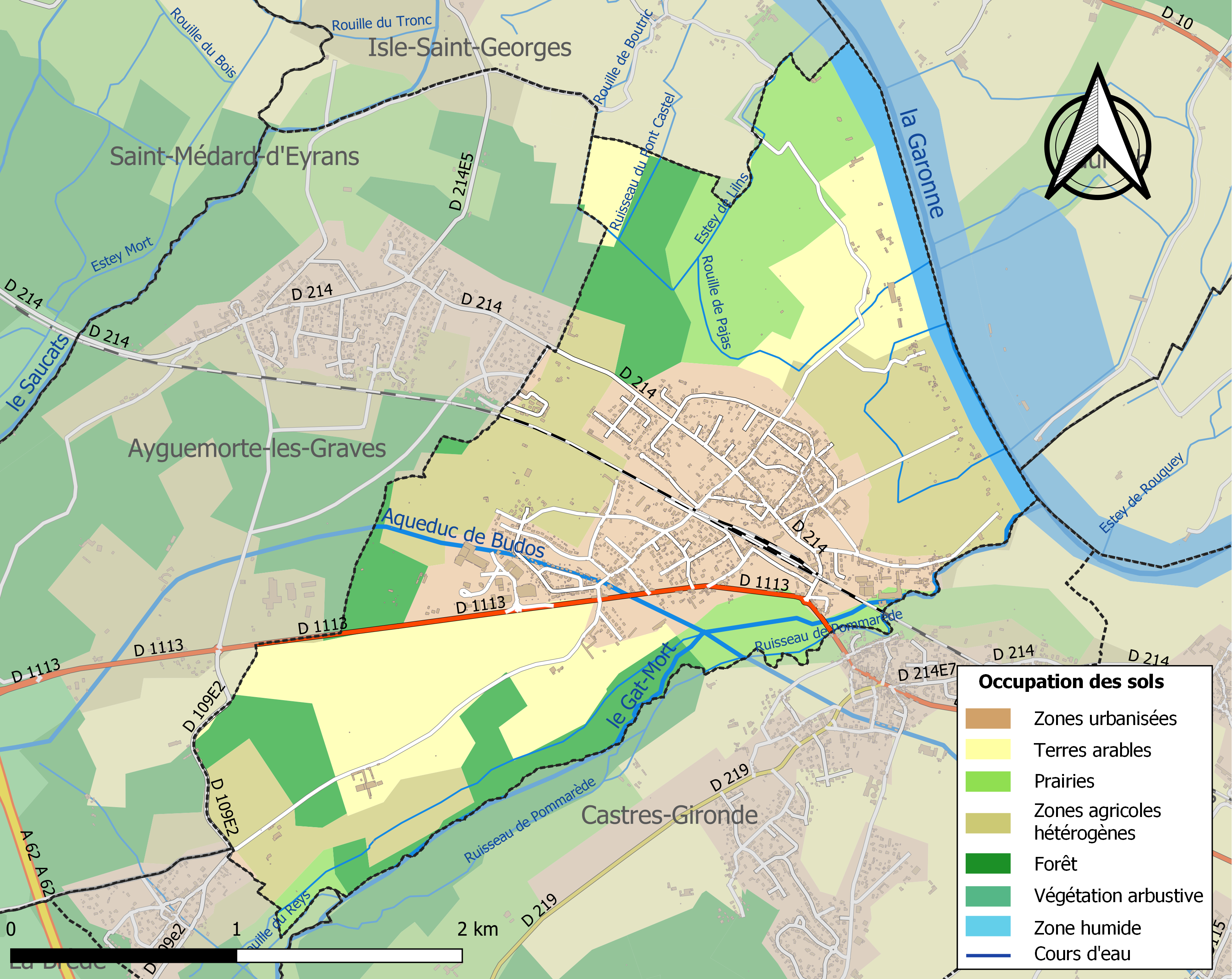
Kaart van de gemeente met belangrijkste infrastructuur, bodemgebruik en omliggende gemeenten

## Demografie
Onderstaande figuur toont het verloop van het inwonertal (bron: INSEE-tellingen).